# آسیاب‌آبی باغستان
آسیاب آبی باغستان، اثری تاریخی مربوط به دوره صفویه است که در شهر باغستان از توابع بخش اسلامیه، شهرستان فردوس واقع شده‌است.
این اثر در تاریخ ۱ آذر ۱۳۸۸ با شمارهٔ ثبت ۲۸۱۳۱ به‌عنوان یکی از آثار ملی ایران به ثبت رسیده است.